# Sluneční ventil

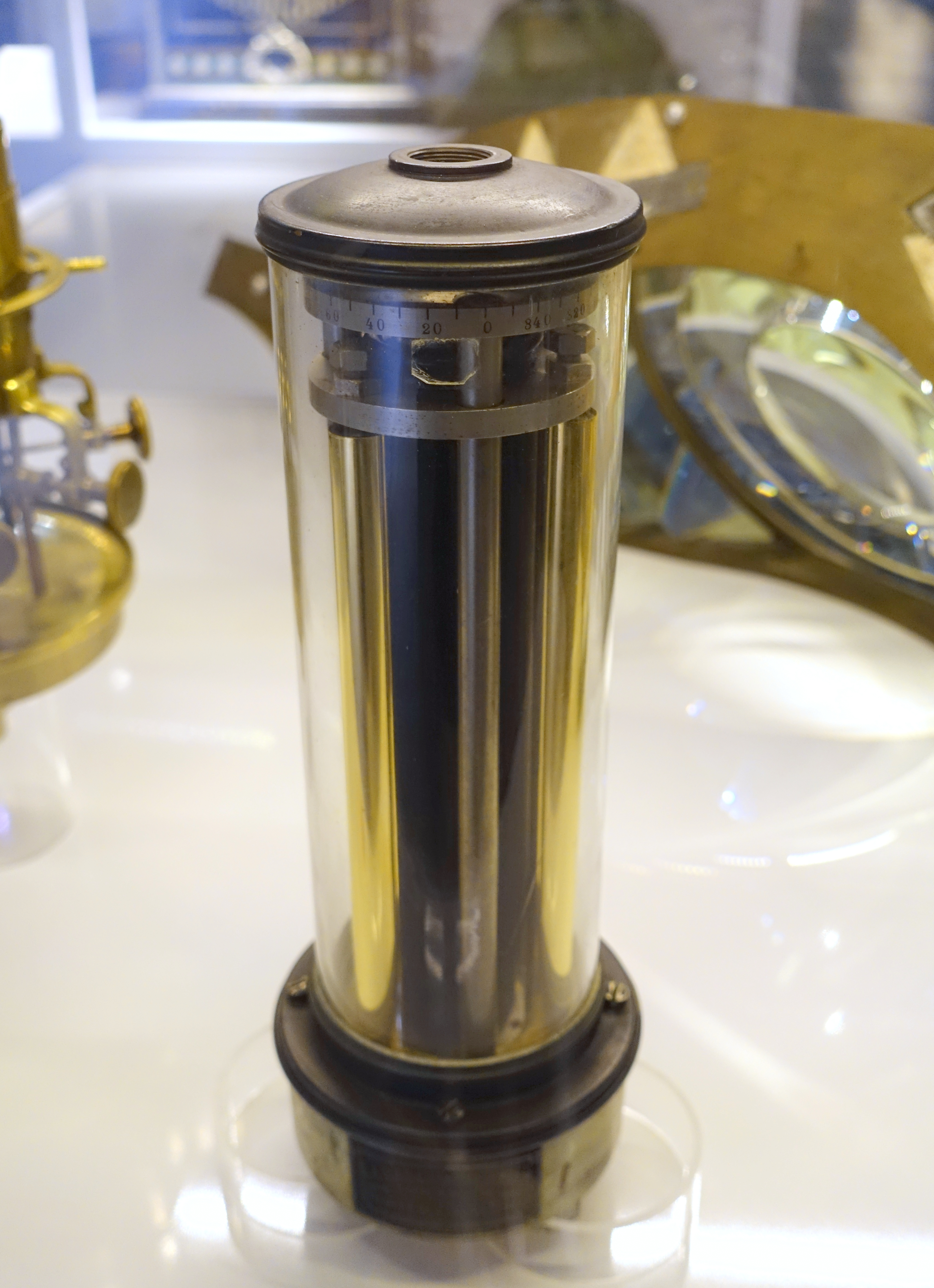
Sluneční ventil navržený Gustafem Dalenem, 1912, TM34299 - Tekniska museum – Stockholm

Sluneční ventil (švédsky solventil, "solar valve") je regulační ventil, který automaticky uzavírá průtok plynu během denního světla. Jeho vynálezce Gustaf Dalén za něj v roce 1912 získal Nobelovu cenu za fyziku. Následně byly vyvinuty další varianty slunečního ventilu pro různá použití.

## Dalénův ventil
Ventil byl klíčovou součástí Dalénovy lampy používané v majácích od roku 1900 do šedesátých let 20. století, kdy už převládalo elektrické osvětlení.
Významní inženýři, jako například Thomas Edison, pochybovali o tom, že by zařízení mohlo fungovat. Německý patentový úřad před schválením patentové přihlášky požadoval demonstraci.

### Konstrukce
Ventil je ovládán čtyřmi kovovými tyčemi uzavřenými ve skleněné trubici. Centrální tyč, která je začerněná, je obklopena třemi leštěnými tyčemi. Když na všechny tyče dopadá sluneční světlo, absorbované sluneční teplo rozpíná tmavou tyč a přepíná ventil, který přeruší přívod plynu. Po západu slunce se centrální tyč ochladí, smrští se na stejnou délku jako leštěné tyče a otevře přívod plynu. Plyn se zapálí malým, stále hořícím pilotním plamínkem.

### Spolehlivost
Dalenův systém acetylenového osvětlení pro námořní plavbu se ukázal jako velmi spolehlivý, což dokládá maják na ostrově Chumbe u Zanzibaru. Tento maják byl postaven v roce 1904 a v roce 1926 byl přestavěn na automatický provoz s acetylenovým plynem bez obsluhy. Acetylenové osvětlovací zařízení ovládané slunečním ventilem se používalo až do roku 2013, kdy byl maják přestavěn na systém napájený sluneční energií (fotovoltaikou). V roce 1912 byl  maják Blockhusudden u vjezdu do přístavu ve Stockholmu jako první na světě vybaven solárním ventilem. Když byl v roce 1980 elektrifikován, zjistilo se, že ventil nikdy nepotřeboval opravu.

## Další varianty
V roce 1921 si Francis Everard Lamplough (inženýr konkurenční firmy AGA v oblasti zásobování majáků: Chance Brothers) nechal patentovat alternativní light valve v naději, že prolomí Dalénův faktický monopol. V následujících letech byl instalován na několika majácích, ale kvůli své závislosti na kapalině mohl být používán pouze na statických místech (na rozdíl od Dalénových ventilů, z nichž velmi mnoho bylo instalováno na plovoucích bójích). Lamploughův "ventil" měl podobu kolébkového spínače, na němž byly namontovány dvě skleněné baňky, jedna černá a druhá čirá, zčásti naplněné kapalným éterem a spojené trubicí. Během dne se vzduch v černé baňce vlivem tepla ze slunečního světla rozpínal a vytlačoval kapalinu do čiré baňky, přičemž dodatečná hmotnost vyklopila spínač a přerušila přívod proudu do lampy; v noci nebo v jiných obdobích s nedostatkem denního světla se proces obrátil a proud se opět připojil.
V roce 1935 získal Edwin H. Pendleton americký patent na sluneční ventil aktivovaný dvojicí bimetalových pásků. 